# 秭归长江大桥
秭归长江大桥，原名“香溪长江大桥”，位于中国湖北省宜昌市秭归县，是国务院《三峡后续工作规划》和《湖北省公路水路交通运输发展“十二五”规划》的重点建设项目之一，也是拟建的湖北省骨架公路网中第6纵的第2条支线跨越长江的节点工程。大桥起于秭归县郭家坝镇东侧，接  334省道，于兵书宝剑峡跨越长江，桥长883.2米。为原“香溪长江公路大桥工程”的主体部分，于2015年8月28日正式开工，建设工期4年，于2019年9月27日全面建成通车，是宜昌市境内的第7座长江大桥。

## 香溪长江公路大桥
“香溪长江公路大桥工程”是由多座特大型桥梁、隧道及大型滑坡处置组成的项目群，工程包括“五桥一隧”： 香溪长江大桥、香溪河大桥、灵观台大桥、AK0+180大桥、三岔沟大桥、吴家沟隧道。工程起点在秭归县郭家坝镇米仓口隧道出口约290米处，接  334省道，于兵书宝剑峡跨越长江，再于刘家坝跨越香溪河，终点位于香溪河西岸的归州镇向家店，复接  225省道，全长5.419公里。由武汉市政建设集团作为牵头方与中铁大桥局七公司、武汉市市政路桥有限公司组成联合体投资建设，是湖北省公路领域首个政府和社会资本合作（PPP）项目，概算总投资约21亿元人民币，批复建设工期48个月。其中，“香溪长江大桥”于2019年2月更名为“秭归长江大桥”。
香溪长江公路大桥是完善湖北省“六纵五横一环”骨架公路网的重要接线工程，是带动“一江两山”旅游开发项目的重要控制性和基础性工程之一，也是宜昌特大城市“三环”线的节点工程。该工程建成后，彻底打破了秭归县长江两岸交通一直以来依靠汽车轮渡的现状，使国家高速公路沪蓉线和沪渝线相互连通，把长江三峡、神农架、武当山等黄金旅游区以最便捷的路线连为一体，加速推进大三峡旅游开发、农业发展，对改善三峡库区民众生产生活条件和移民安稳致富具有非常重要的意义。

## 设计
秭归长江大桥采用桥型为主跨531.5米的中承式钢箱桁架拱桥，是世界上跨度最长的钢箱桁架推力拱桥。桥面宽32.3米，桥身由23节巨型钢桁片组成，每个钢桁片最重达263公吨，最轻的亦有33.4公吨。全线采用四车道一级公路标准，设计速度60公里/小时，桥涵设计汽车荷载为公路-Ⅰ级。设计单位为湖北省交通规划设计院。在长江水位最高175米时，大桥梁面距离水面为118米，拱顶最高点离水面高达176米。
大桥的桥身颜色最初设计为白色，因秭归县是“脐橙之乡”而改为采用橙色，与脐橙颜色相一致。秭归长江大桥最初设计宽度是23米，施工设计时决定采纳当地民众建议，在车道两侧增加人行道及观光通道。秭归县是中国古代历史人物王昭君和屈原的故乡，大桥的设计融合了地方文化特色及历史元素：秭归长江大桥设计为拱桥，形如彩虹，象征屈原精神。

## 历程
- 2009年，秭归县编制“三峡后续工作规划”，将大桥项目纳入其中，并编制工程可行性研究报告。[4]
- 2010年4月12日，大桥工程可行性研究报告通过湖北省交通运输厅审查。[9]
- 2011年10月19日，大桥可行性研究报告通过国家发改委专家组评审。[10]
- 2012年10月18日，国家发改委正式批准立项。[11]
- 2013年6月17日，大桥工程可行性研究报告获得国家发改委审议通过。[4]
- 2014年3月28日，大桥初步设计获得交通运输部正式批复。[2]
- 2014年4月15日，湖北省交通运输厅在武汉市主持召开大桥技术设计咨询会。[12]
- 2015年8月28日，香溪长江公路大桥正式动工。[5]
- 2018年5月22日，秭归长江大桥主拱成功合龙。[7]
- 2018年12月27日，秭归长江大桥钢主梁成功合龙。[13]
- 2019年7月20日，秭归长江大桥全线贯通。[14]
- 2019年9月9日~10日，秭归长江大桥完成荷载试验。[15]
- 2019年9月27日，秭归长江大桥正式开通运营。
- 2020年，获国际桥梁大会颁发的古斯塔夫·林德撒尔奖。[16]